# Новиков, Борис Иванович
Борис Иванович Новиков (22 мая 1938, Бакал, Челябинская область — 30 июля 2007, Курган) — русский писатель, основатель и редактор литературно-художественного журнала «Сибирский край».

## Биография
Борис Иванович Новиков родился 22 мая 1938 года в посёлке Бакал Бакальского поссовета Саткинского района Челябинской области, ныне город — административный центр Бакальского городского поселения того же района и области.
В 1954—1956 годах учился в Железнодорожном училище № 1 г. Кургана по специальности слесарь по ремонту паровозов.
С 1957 по 1961 годы служил в Советской Армии. После службы работал фрезеровщиком механического завода.
В 1972 году окончил Тюменский лесотехнический техникум, работал в лесной промышленности Тюменской и Курганской областей.
Работал заведующим лечебно-оздоровительным комплексом в Российском научном центре «Восстановительная травматология и ортопедия» имени академика Г. А. Илизарова.
В 2001 году основал и редактировал литературно-художественный журнал «Сибирский край» (выпустил 12 номеров, после смерти Б. И. Новикова редактором стал В. П. Кветков).
Член Союза писателей России с 2007 года, получить членский билет в Курганской областной писательской организации не успел.
Борис Иванович Новиков умер 30 июля 2007 года в городе Кургане, похоронен на Новом Рябковском кладбище города Кургана Курганской области

## Творчество
В литературу пришел в солидном возрасте — после 50 лет. Б. И. Новиков был путешественник, объездил двадцать зарубежных стран.
Автор поэтических сборников и прозаической книги «Рыцарь мечты».
Книги:
- Новиков Б.И. Скажи мне сердце. — Шадринск: ПО «Исеть», 1993. — 61 с.
- Новиков Б.И. Скажи мне сердце. Избранное. — 2-е изд., доп. — Шадринск: Шадринский Дом Печати, 1994. — 118 с. — ISBN 5-7142-0055-1.
- Новиков Б.И. Тополиная метель. — Шадринск: Исеть, 1996. — 136 с. — ISBN 5-7142-0138-8.
- Новиков Б.И. Колесница. — Шадринск: Исеть, 1999. — 125 с. — ISBN 5-7142-0292-9.
- Новиков Б.И. Роза ветров. — Курган: Парус-М, 2000. — 166 с. — ISBN 5-8647-130-0.
- Новиков Б.И. Рыцарь мечты. — Курган: ПринтЭкспресс, 2006. — 196 с.
- Новиков Б.И. Непридуманные «бренды». — Курган: Курганская городская типография, 2007. — 92 с.

## Награды и премии
- Лауреат курганской городской премии «Признание»
- Стипендия Российского Союза профессиональных литераторов (г. Москва)

1. ↑  Управление культуры Курганской области. Новиков Борис Иванович. Дата обращения: 24 июня 2017. Архивировано 19 июля 2017 года.
2. ↑  Новиков Борис Иванович (1938 — 2007). Дата обращения: 24 июня 2017. Архивировано 18 августа 2017 года.
3. ↑  Новиков Борис Иванович. Родился: 22 мая 1938 г. Умер: 30 июля 2007 г. Кладбище: Рябковское.